# 3e étape du Tour de France 1996
Pour un article plus général, voir Tour de France 1996.
La 3e étape du Tour de France 1996 a eu lieu le 2 juillet 1996 entre la ville de Wasquehal et celle de Nogent-sur-Oise sur une distance de 195 km. Elle a été remportée au sprint par l'Allemand Erik Zabel (Deutsche Telekom) devant l'Italien Mario Cipollini (Saeco-Estro-AS Juvenes San Marino) et le Français Frédéric Moncassin (Gan). Grâce aux bonifications, Moncassin s'empare du maillot jaune de leader au détriment du Suisse Alex Zülle (ONCE).

## Déroulement

### Points distribués
| Sprint intermédiaire Douai (km 43) | Sprint intermédiaire Douai (km 43) | Sprint intermédiaire Douai (km 43) | Sprint intermédiaire Douai (km 43) | Sprint intermédiaire Douai (km 43) |
| ---------------------------------- | ---------------------------------- | ---------------------------------- | ---------------------------------- | ---------------------------------- |
|                                    | Coureur                            | Pays                               | Équipe                             | Point(s)                           |
| 1er                                | Fabio Baldato                      | Italie                             | MG Boys Maglificio-Technogym       | 6                                  |
| 2e                                 | Jeroen Blijlevens                  | Pays-Bas                           | TVM-Farm Frites                    | 4                                  |
| 3e                                 | Jan Svorada                        | Tchéquie                           | Panaria-Vinavil                    | 2                                  |
| modifier                           |                                    |                                    |                                    |                                    |

| Sprint intermédiaire Saint-Just-en-Chaussée (km 163) | Sprint intermédiaire Saint-Just-en-Chaussée (km 163) | Sprint intermédiaire Saint-Just-en-Chaussée (km 163) | Sprint intermédiaire Saint-Just-en-Chaussée (km 163) | Sprint intermédiaire Saint-Just-en-Chaussée (km 163) |
| ---------------------------------------------------- | ---------------------------------------------------- | ---------------------------------------------------- | ---------------------------------------------------- | ---------------------------------------------------- |
|                                                      | Coureur                                              | Pays                                                 | Équipe                                               | Point(s)                                             |
| 1er                                                  | Flavio Vanzella                                      | Italie                                               | Motorola                                             | 6                                                    |
| 2e                                                   | Marco Lietti                                         | Italie                                               | MG Boys Maglificio-Technogym                         | 4                                                    |
| 3e                                                   | Wilfried Peeters                                     | Belgique                                             | Mapei                                                | 2                                                    |
| modifier                                             |                                                      |                                                      |                                                      |                                                      |

| Sprint intermédiaire Clermont (km 178.5) | Sprint intermédiaire Clermont (km 178.5) | Sprint intermédiaire Clermont (km 178.5) | Sprint intermédiaire Clermont (km 178.5) | Sprint intermédiaire Clermont (km 178.5) |
| ---------------------------------------- | ---------------------------------------- | ---------------------------------------- | ---------------------------------------- | ---------------------------------------- |
|                                          | Coureur                                  | Pays                                     | Équipe                                   | Point(s)                                 |
| 1er                                      | Marco Lietti                             | Italie                                   | MG Boys Maglificio-Technogym             | 6                                        |
| 2e                                       | Eddy Seigneur                            | France                                   | Gan                                      | 4                                        |
| 3e                                       | José-Luis Arrieta                        | Espagne                                  | Banesto                                  | 2                                        |
| modifier                                 |                                          |                                          |                                          |                                          |

| Arrivée d'étape Nogent-sur-Oise (km 195) | Arrivée d'étape Nogent-sur-Oise (km 195) | Arrivée d'étape Nogent-sur-Oise (km 195) | Arrivée d'étape Nogent-sur-Oise (km 195) | Arrivée d'étape Nogent-sur-Oise (km 195) |
| ---------------------------------------- | ---------------------------------------- | ---------------------------------------- | ---------------------------------------- | ---------------------------------------- |
|                                          | Coureur                                  | Pays                                     | Équipe                                   | Point(s)                                 |
| 1er                                      | Erik Zabel                               | Allemagne                                | Deutsche Telekom                         | 35                                       |
| 2e                                       | Mario Cipollini                          | Italie                                   | Saeco-Estro-AS Juvenes San Marino        | 30                                       |
| 3e                                       | Frédéric Moncassin                       | France                                   | Gan                                      | 26                                       |
| 4e                                       | Jan Svorada                              | Tchéquie                                 | Panaria-Vinavil                          | 24                                       |
| 5e                                       | Jeroen Blijlevens                        | Pays-Bas                                 | TVM-Farm Frites                          | 22                                       |
| 6e                                       | Fabio Baldato                            | Italie                                   | MG Boys Maglificio-Technogym             | 20                                       |
| 7e                                       | Christophe Capelle                       | France                                   | Aubervilliers 93-Peugeot                 | 19                                       |
| 8e                                       | Nicola Minali                            | Italie                                   | Gewiss-Playbus                           | 18                                       |
| 9e                                       | Claudio Camin                            | Italie                                   | Brescialat-Verynet                       | 17                                       |
| 10e                                      | Mario Traversoni                         | Italie                                   | Carrera Jeans                            | 16                                       |
| modifier                                 |                                          |                                          |                                          |                                          |

| Côte d'Argenlieu (km 167) 4e catégorie | Côte d'Argenlieu (km 167) 4e catégorie | Côte d'Argenlieu (km 167) 4e catégorie | Côte d'Argenlieu (km 167) 4e catégorie | Côte d'Argenlieu (km 167) 4e catégorie |
| -------------------------------------- | -------------------------------------- | -------------------------------------- | -------------------------------------- | -------------------------------------- |
|                                        | Coureur                                | Pays                                   | Équipe                                 | Point(s)                               |
| 1er                                    | José-Luis Arrieta                      | Espagne                                | Banesto                                | 5                                      |
| 2e                                     | Eddy Seigneur                          | France                                 | Gan                                    | 3                                      |
| 3e                                     | Marco Lietti                           | Italie                                 | MG Boys Maglificio-Technogym           | 1                                      |
| modifier                               |                                        |                                        |                                        |                                        |

## Classement de l'étape
| \| Classement de l'étape \| Classement de l'étape \| Classement de l'étape \| Classement de l'étape \| Classement de l'étape \| \| Coureur \| Coureur \| Pays \| Équipe \| Temps \| \| --------------------- \| --------------------- \| --------------------- \| --------------------------------- \| --------------------- \| \| 1er \| Erik Zabel \| Allemagne \| Deutsche Telekom \| 5 h 29 min 21 s \| \| 2e \| Mario Cipollini \| Italie \| Saeco-Estro-AS Juvenes San Marino \| + 0 s \| \| 3e \| Frédéric Moncassin \| France \| Gan \| + 0 s \| \| 4e \| Ján Svorada \| Tchéquie \| Panaria-Vinavil \| + 0 s \| \| 5e \| Jeroen Blijlevens \| Pays-Bas \| TVM-Farm Frites \| + 0 s \| \| 6e \| Fabio Baldato \| Italie \| MG Boys Maglificio-Technogym \| + 0 s \| \| 7e \| Christophe Capelle \| France \| Aubervilliers 93-Peugeot \| + 0 s \| \| 8e \| Nicola Minali \| Italie \| Gewiss-Playbus \| + 0 s \| \| 9e \| Claudio Camin \| Italie \| Brescialat-Verynet \| + 0 s \| \| 10e \| Mario Traversoni \| Italie \| Carrera Jeans \| + 0 s \| |                    |           |                                   |                 |
| |                    |           |                                   |                 |
| |                    |           |                                   |                 |
| Classement de l'étape |                    |           |                                   |                 |
| Coureur | Coureur            | Pays      | Équipe                            | Temps           |
| 1er | Erik Zabel         | Allemagne | Deutsche Telekom                  | 5 h 29 min 21 s |
| 2e | Mario Cipollini    | Italie    | Saeco-Estro-AS Juvenes San Marino | + 0 s           |
| 3e | Frédéric Moncassin | France    | Gan                               | + 0 s           |
| 4e | Ján Svorada        | Tchéquie  | Panaria-Vinavil                   | + 0 s           |
| 5e | Jeroen Blijlevens  | Pays-Bas  | TVM-Farm Frites                   | + 0 s           |
| 6e | Fabio Baldato      | Italie    | MG Boys Maglificio-Technogym      | + 0 s           |
| 7e | Christophe Capelle | France    | Aubervilliers 93-Peugeot          | + 0 s           |
| 8e | Nicola Minali      | Italie    | Gewiss-Playbus                    | + 0 s           |
| 9e | Claudio Camin      | Italie    | Brescialat-Verynet                | + 0 s           |
| 10e | Mario Traversoni   | Italie    | Carrera Jeans                     | + 0 s           |

## Classement général
Au classement général, grâce aux bonifications glanées en cours d'étape, le Français Frédéric Moncassin (Gan) s'empare du maillot jaune de leader. Il devance maintenant l'ancien leader, le Suisse Alex Zülle (ONCE) de sept secondes et le Russe Evgueni Berzin (Gewiss-Playbus) de dix secondes.
| \| Classement général \| Classement général \| Classement général \| Classement général \| Classement général \| \| Coureur \| Coureur \| Pays \| Équipe \| Temps \| \| ------------------ \| ------------------ \| ------------------ \| ------------------ \| ------------------ \| \| 1er \| Frédéric Moncassin \| France \| Gan \| 17 h 09 min 30 s \| \| 2e \| Alex Zülle \| Suisse \| ONCE \| + 7 s \| \| 3e \| Evgueni Berzin \| Russie \| Gewiss-Playbus \| + 10 s \| \| 4e \| Abraham Olano \| Espagne \| Mapei-GB \| + 14 s \| \| 5e \| Bjarne Riis \| Danemark \| Deutsche Telekom \| + 18 s \| \| 6e \| Miguel Indurain \| Espagne \| Banesto \| + 19 s \| \| 7e \| Laurent Jalabert \| France \| ONCE \| + 22 s \| \| 8e \| Chris Boardman \| Royaume-Uni \| Gan \| + 24 s \| \| 9e \| Tony Rominger \| Suisse \| Mapei-GB \| + 26 s \| \| 10e \| Melchor Mauri \| Espagne \| ONCE \| + 28 s \| |                    |             |                  |                  |
| |                    |             |                  |                  |
| |                    |             |                  |                  |
| Classement général |                    |             |                  |                  |
| Coureur | Coureur            | Pays        | Équipe           | Temps            |
| 1er | Frédéric Moncassin | France      | Gan              | 17 h 09 min 30 s |
| 2e | Alex Zülle         | Suisse      | ONCE             | + 7 s            |
| 3e | Evgueni Berzin     | Russie      | Gewiss-Playbus   | + 10 s           |
| 4e | Abraham Olano      | Espagne     | Mapei-GB         | + 14 s           |
| 5e | Bjarne Riis        | Danemark    | Deutsche Telekom | + 18 s           |
| 6e | Miguel Indurain    | Espagne     | Banesto          | + 19 s           |
| 7e | Laurent Jalabert   | France      | ONCE             | + 22 s           |
| 8e | Chris Boardman     | Royaume-Uni | Gan              | + 24 s           |
| 9e | Tony Rominger      | Suisse      | Mapei-GB         | + 26 s           |
| 10e | Melchor Mauri      | Espagne     | ONCE             | + 28 s           |

## Classements annexes
| Classement par points | Classement par points | Classement par points | Classement par points             | Classement par points |
| Coureur               | Coureur               | Pays                  | Équipe                            | Points                |
| --------------------- | --------------------- | --------------------- | --------------------------------- | --------------------- |
| 1er                   | Ján Svorada           | Tchéquie              | Panaria-Vinavil                   | 94 pts                |
| 2e                    | Frédéric Moncassin    | France                | Gan                               | 93 pts                |
| 3e                    | Jeroen Blijlevens     | Pays-Bas              | TVM-Farm Frites                   | 86 pts                |
| 4e                    | Erik Zabel            | Allemagne             | Deutsche Telekom                  | 77 pts                |
| 5e                    | Mario Cipollini       | Italie                | Saeco-Estro-AS Juvenes San Marino | 65 pts                |

| Classement par points | Classement par points | Classement par points | Classement par points             | Classement par points |
| Coureur               | Coureur               | Pays                  | Équipe                            | Points                |
| --------------------- | --------------------- | --------------------- | --------------------------------- | --------------------- |
| 1er                   | Ján Svorada           | Tchéquie              | Panaria-Vinavil                   | 94 pts                |
| 2e                    | Frédéric Moncassin    | France                | Gan                               | 93 pts                |
| 3e                    | Jeroen Blijlevens     | Pays-Bas              | TVM-Farm Frites                   | 86 pts                |
| 4e                    | Erik Zabel            | Allemagne             | Deutsche Telekom                  | 77 pts                |
| 5e                    | Mario Cipollini       | Italie                | Saeco-Estro-AS Juvenes San Marino | 65 pts                |

| Classement de la montagne | Classement de la montagne | Classement de la montagne | Classement de la montagne | Classement de la montagne |
| Coureur                   | Coureur                   | Pays                      | Équipe                    | Points                    |
| ------------------------- | ------------------------- | ------------------------- | ------------------------- | ------------------------- |
| 1er                       | José Luis Arrieta         | Espagne                   | Banesto                   | 5 pts                     |
| 2e                        | Danny Nelissen            | Pays-Bas                  | Rabobank                  | 5 pts                     |
| 3e                        | Jacky Durand              | France                    | Agrigel-La Creuse         | 3 pts                     |
| 4e                        | Eddy Seigneur             | France                    | Gan                       | 3 pts                     |
| 5e                        | Ivan Cerioli              | Italie                    | Gewiss-Playbus            | 1 pt                      |

| Classement de la montagne | Classement de la montagne | Classement de la montagne | Classement de la montagne | Classement de la montagne |
| Coureur                   | Coureur                   | Pays                      | Équipe                    | Points                    |
| ------------------------- | ------------------------- | ------------------------- | ------------------------- | ------------------------- |
| 1er                       | José Luis Arrieta         | Espagne                   | Banesto                   | 5 pts                     |
| 2e                        | Danny Nelissen            | Pays-Bas                  | Rabobank                  | 5 pts                     |
| 3e                        | Jacky Durand              | France                    | Agrigel-La Creuse         | 3 pts                     |
| 4e                        | Eddy Seigneur             | France                    | Gan                       | 3 pts                     |
| 5e                        | Ivan Cerioli              | Italie                    | Gewiss-Playbus            | 1 pt                      |

| Classement du meilleur jeune | Classement du meilleur jeune | Classement du meilleur jeune | Classement du meilleur jeune | Classement du meilleur jeune |
| Coureur                      | Coureur                      | Pays                         | Équipe                       | Temps                        |
| ---------------------------- | ---------------------------- | ---------------------------- | ---------------------------- | ---------------------------- |
| 1er                          | Jeroen Blijlevens            | Pays-Bas                     | TVM-Farm Frites              | 17 h 10 min 13 s             |
| 2e                           | Paolo Savoldelli             | Italie                       | Roslotto-ZG Mobili           | + 3 s                        |
| 3e                           | Jan Ullrich                  | Allemagne                    | Deutsche Telekom             | + 7 s                        |
| 4e                           | Stéphane Heulot              | France                       | Gan                          | + 10 s                       |
| 5e                           | Nico Mattan                  | Belgique                     | Lotto-Isoglass               | + 17 s                       |

| Classement du meilleur jeune | Classement du meilleur jeune | Classement du meilleur jeune | Classement du meilleur jeune | Classement du meilleur jeune |
| Coureur                      | Coureur                      | Pays                         | Équipe                       | Temps                        |
| ---------------------------- | ---------------------------- | ---------------------------- | ---------------------------- | ---------------------------- |
| 1er                          | Jeroen Blijlevens            | Pays-Bas                     | TVM-Farm Frites              | 17 h 10 min 13 s             |
| 2e                           | Paolo Savoldelli             | Italie                       | Roslotto-ZG Mobili           | + 3 s                        |
| 3e                           | Jan Ullrich                  | Allemagne                    | Deutsche Telekom             | + 7 s                        |
| 4e                           | Stéphane Heulot              | France                       | Gan                          | + 10 s                       |
| 5e                           | Nico Mattan                  | Belgique                     | Lotto-Isoglass               | + 17 s                       |

| Classement par équipes | Classement par équipes | Classement par équipes | Classement par équipes |
| Équipe                 | Équipe                 | Pays                   | Temps                  |
| ---------------------- | ---------------------- | ---------------------- | ---------------------- |
| 1re                    | ONCE                   | Espagne                | 51 h 29 min 27 s       |
| 2e                     | Mapei-GB               | Italie                 | + 31 s                 |
| 3e                     | Gan                    | France                 | + 35 s                 |
| 4e                     | Gewiss-Playbus         | Italie                 | + 39 s                 |
| 5e                     | Rabobank               | Pays-Bas               | + 47 s                 |

| Classement par équipes | Classement par équipes | Classement par équipes | Classement par équipes |
| Équipe                 | Équipe                 | Pays                   | Temps                  |
| ---------------------- | ---------------------- | ---------------------- | ---------------------- |
| 1re                    | ONCE                   | Espagne                | 51 h 29 min 27 s       |
| 2e                     | Mapei-GB               | Italie                 | + 31 s                 |
| 3e                     | Gan                    | France                 | + 35 s                 |
| 4e                     | Gewiss-Playbus         | Italie                 | + 39 s                 |
| 5e                     | Rabobank               | Pays-Bas               | + 47 s                 |